# Wereldkampioenschappen wielrennen 1925
Het wereldkampioenschap wielrennen op de weg voor amateurs van 1925 werd in Apeldoorn gehouden op zaterdag 22 augustus 1925. Het parcours liep van Apeldoorn naar Hoog Soeren, Nieuw- en Oud-Milligen, Stroe, Harskamp, Otterlo, Arnhem-Schelmseweg, Apeldoornse weg, Beekbergen, Hoenderloo, "over het landgoed van den heer Kröller" terug naar Hoenderloo en dan dezelfde weg terug, over 183 kilometer.
Er waren 36 deelnemers uit 12 landen (waaronder Mohamed Madhour uit Egypte, die al na 25 kilometer moest lossen). België, Duitsland, Engeland, Hongarije, Italië en Nederland kwamen met het maximum van vier amateurs aan de start. Prins Hendrik gaf het startschot. De wedstrijd bleef gesloten tot het einde, waar een groep van een 23-tal renners om de wereldtitel spurtte. De Belg Henri "Rik" Hoevenaers werd wereldkampioen, in 5 u. 34 min. 9 sec., vóór de Fransman Marc Bocher en de Nederlanders Gerrit van den Berg en Joop van der Aar. 

## Uitslag
| Plaats | Renner              | Land        | Tijd     |
| ------ | ------------------- | ----------- | -------- |
| 1      | Henri Hoevenaers    | België      | 5u34'09" |
| 2      | Marc Bocher         | Frankrijk   | z.t.     |
| 3      | Gerrit van den Berg | Nederland   | z.t.     |
| 4      | Joop van der Aar    | Nederland   | z.t.     |
| 5      | Henry Hansen        | Denemarken  | z.t.     |
| 6      | Jules Verbist       | België      | z.t.     |
| 7      | André Leducq        | Frankrijk   | z.t.     |
| 8      | Anton Reitberger    | Duitsland   | z.t.     |
| 9      | Albert Blattmann    | Zwitserland | z.t.     |
| 10     | Otto Lehner         | Zwitserland | z.t.     |